# مجزرة المعجلة
مجزرة المعجلة هو قصف على معسكر تدريب مزعوم في قرية المعجلة بمحافظة أبين اليمنية، قتل فيها 41 من السكان المدنيين بينهم 14 من النساء و21 طفلاً وقالت إيه بي سي نيوز أن صواريخ كروز الأمريكية كانت جزء من هذه الغارات، حيث قامت بوارج أمريكية بقصفها بصواريخ كروز من نوع توماهوك كروز BGM - 109D أطلقت في الساعة السادسة من صباح يوم الخميس 30 ذو الحجة 1430 هـ، الموافق 17 ديسمبر 2009م نفت الولايات المتحدة انها شاركت في هذه الغارة على الرغم من وجود الأدلة من «منظمة العفو الدولية».
وقال فيليب لوثر نائب مدير برنامج الشرق الأوسط وشمال إفريقيا في منظمة العفو الدولية:
| مجزرة المعجلة | إن توجيه ضربة عسكرية من هذا النوع ضد مسلحين مزعومين من دون محاولة اعتقالهم هو على الأقل غير قانوني، كما أن حقيقة أن الكثير من الضحايا كانوا من النساء والأطفال يُعد مؤشراً على أن الهجوم كان في الحقيقة غير مسؤول بتاتاً ولا سيما على ضوء احتمال استخدام الذخائر العنقودية | مجزرة المعجلة |

وكانت الحكومة اليمنية قالت إن قواتها قامت بالعملية وحدها دون تدخل الولايات المتحدة، وفي بيان لمنظمة العفو الدولية قالت فيه أنه بعد أيام من الهجوم، ذكرت وسائل الإعلام الأمريكية إن الحكومة الأمريكية هي من قامت بالضربة الجوية، مستخدمة صواريخ كروز وذلك بنائاً على أوامر رئاسية باستهداف اثنين من المواقع المزعومة لعناصر القاعدة في اليمن".
وفي يونيو 2010، نشرت منظمة العفو الدولية صوراً لصاروخ كروز من طراز توماهوك من صنع الولايات المتحدة، يحمل ذخائر عنقودية. ويبدو أن الصور التٌقطت بالقرب من «المعجلة» عقب الضربة الجوية التي وقعت في ديسمبر 2009، كما زعمت المنظمة أن مثل تلك الصواريخ لم يكن يملكها في ذلك الوقت سوى القوات الأمريكية وان القوات المسلحة اليمنية غير قادرة على استخدام مثل تلك الصواريخ على الأرجح.
وقد تأكدت تلك النتيجة عندما نشر موقع «ويكيليكس» برقية دبلوماسية أمريكية أكدت أن القوات الأمريكية نفذت ذلك الهجوم فعلاً، ولم يرد البنتاغون على طلب قدمته منظمة العفو الدولية للحصول على معلومات حول تورط القوات الأمريكية في الهجوم.

## عبد الإله شائع
عبد الإله حيدر شايع (1977 م) صحفي يمني استقصائي متخصص في شؤون مكافحة الإرهاب نال شهرته لتغطيته عمليات الطيران الأمريكي في قرية المعجلة بمحافظة أبين جنوب اليمن عام 2009 وتم سجنه من قبل الحكومة اليمنية بسبب تقاريره تنفيذا لمطالب أمريكية في 17 ديسمبر قام الطيران الأمريكي بقصف مواقع في اليمن إدعت الحكومة اليمنية أنها منفذ العمليات  ونشرت الحكومة اليمنية الخبر لوسائل إعلام أجنبية.
توجه عبد الإله نحو قرية من قرى أبين وقام بالتقاط صور لبقايا صواريخ من طراز بي جي إم-109 توماهوكالغير موجودة في ترسانة الجيش اليمني وأرسل الصور إلى وكالات أخبار عالمية ونشرت وثائق ويكيليكس وتقرير منظمة العفو الدولية مايدعم تقرير شايع وعلى إثرها تم اعتقال شايع في يناير عام 2011 بتهمة الانتماء لتنظيم القاعدة وحكم عليه في 18 يناير2011 بالسجن لمدة خمس سنوات  في محاكمة وصفتها منظمة هيومن رايتس ووتش ومنظمة العفو الدوليةبالصورية.
أُدين عبد الإله حيدر شايع من قبل المحكمة الجزائية الابتدائية المتخصصة بأمانة العاصمة بتهم عدة، منها «الاتصال برجال مطلوبين»، والانضمام إلى جماعة عسكرية، والعمل كمستشار إعلامي لتنظيم القاعدة. وبعد أن يقضي مدة حكمه البالغة خمس سنوات، سُيمنع من السفر لمدة سنتين أُخريين. أعلن علي عبد الله صالح أنه سيطلق سراحه بعفو رئاسي في 2 فبراير 2011 بعد عدة احتجاجات ومطالبات ولكن مكالمة من الرئيس الأمريكي باراك أوباما عبر خلالها عن «قلقه» من إطلاق شايع حسب ماورد عن البيت الأبيض
ومنذ أن قبض عليه حتى 11 سبتمبر 2012، ظل عبد الإله حيدر محتجزاً بمعزل عن العالم الخارجي. وقد قال لمحاميه وغيرهم ممن كانوا حاضرين في إحدى جلسات المحكمة إنه تعرَّض للضرب خلال ذلك الوقت، مما أدى إلى إصابته بجروح في صدره وكدمات في مختلف أنحاء جسمه وكسر أحد أسنانه.